# Боргосатоло
Боргосато̀ло (на италиански: Borgosatollo, на източноломбардски: Borsadòl, Борсадол) е град и община в Северна Италия, провинция Бреша, регион Ломбардия. Разположен е на 112 m надморска височина. Населението на общината е 9139 души (към 2013 г.).